# Vänoxafjärden
Vänoxafjärden är en fjärd i Finland. Den ligger i landskapet Egentliga Finland, i den södra delen av landet, 130 km väster om huvudstaden Helsingfors.
Vänoxafjärden avgränsas av Gyltholmen och Vänoxa i öster, Ängesön i söder samt Djupön, Biskopsö och Granholmen i öster. I norr ansluter den till Bruksfjärden.